# Zapillea, Luhînî
Zapillea (în ucraineană Запілля) este un sat în comuna Jerevți din raionul Luhînî, regiunea Jîtomîr, Ucraina.

## Demografie
Componența lingvistică a localității Zapillea
     Ucraineană (99,48%)
     Alte limbi (0,52%)
Conform recensământului din 2001, majoritatea populației localității Zapillea era vorbitoare de ucraineană (99,48%), existând în minoritate și vorbitori de alte limbi.